# Бродд, Паулина
Паулина Бродд (англ. Paulina Brodd; род. 8 августа 1994, Стокгольм) — шведская фотомодель. Мисс Швеция 2015 года. Участница конкурса Мисс Вселенная 2015.
На конкурсе запомнилась вечерним красным платьем, расшитом орнаментом с фольклорными нотками. Однако существенных успехов ей это не принесло.
Её мать — Моника Бродд, Мисс Швеция 1992, топ-10 на Мисс Вселенная в Бангкоке.